# Австралия на зимних Олимпийских играх 2014
Австралия принимала участие в зимних Олимпийских играх 2014, которые прошли в Сочи с 7 по 23 февраля. Австралийцы выиграли медали на шестой подряд зимней Олимпиаде, однако впервые в XXI веке остались без золотых наград на зимних играх.

## Награды
| Серебро |               |                                |
| №       | Спортсмены    | Вид спорта (дисциплина)        |
| 1       | Тора Брайт    | Сноуборд (женщины, хафпайп)    |
| 2       | Моррис, Дэвид | Фристайл (мужчины, акробатика) |

| Бронза |               |                                |
| №      | Спортсмены    | Вид спорта (дисциплина)        |
| 1      | Лидия Лассила | Фристайл (женщины, акробатика) |

| Медали по видам спорта | Медали по видам спорта | Медали по видам спорта | Медали по видам спорта | Медали по видам спорта |
| ---------------------- | ---------------------- | ---------------------- | ---------------------- | ---------------------- |
| Вид спорта             | 1                      | 2                      | 3                      | Итого                  |
| Фристайл               | 0                      | 1                      | 1                      | 2                      |
| Сноуборд               | 0                      | 1                      | 0                      | 1                      |
| Всего                  | 0                      | 2                      | 1                      | 3                      |

## Состав и результаты олимпийской сборной Австралии

### Биатлон
Мужчины
| Соревнование         | Спортсмены       | Стрельба          | Время   | Место |
| -------------------- | ---------------- | ----------------- | ------- | ----- |
| Спринт               | Алексей Альмуков | 2 (0 + 2)         | 27:24,6 | 73    |
| Индивидуальная гонка | Алексей Альмуков | 2 (0 + 0 + 0 + 2) | 54:35,4 | 45    |

Женщины
| Соревнование         | Спортсмены    | Стрельба          | Время     | Место |
| -------------------- | ------------- | ----------------- | --------- | ----- |
| Спринт               | Люси Глэнвиль | 2 (0 + 2)         | 26:57,1   | 82    |
| Индивидуальная гонка | Люси Глэнвиль | 4 (1 + 0 + 1 + 2) | 1:01:00,7 | 78    |

### Бобслей
Мужчины
| Соревнование | Спортсмены                                     | 1 заезд   | 1 заезд | 2 заезд   | 2 заезд | 3 заезд   | 3 заезд | 4 заезд   | 4 заезд   | Итоговый результат | Итоговое место |
| Соревнование | Спортсмены                                     | Результат | Место   | Результат | Место   | Результат | Место   | Результат | Место     | Итоговый результат | Итоговое место |
| ------------ | ---------------------------------------------- | --------- | ------- | --------- | ------- | --------- | ------- | --------- | --------- | ------------------ | -------------- |
| Двойки       | Данкан Харви Хит Спенс                         | 57.96     | 28      | 57.99     | 26      | 57.78     | 25      | Не прошли | Не прошли | 2:53.73            | 26             |
| Четвёрки     | Данкан Харви Лукас Мата Гарет Николс Хит Спенс | 56.20     | 22      | 56.21     | 23      | 56.23     | 21      | Не прошли | Не прошли | 2:48.64            | 22             |

Женщины
| Соревнование | Спортсмены                      | 1 заезд   | 1 заезд | 2 заезд   | 2 заезд | 3 заезд   | 3 заезд | 4 заезд   | 4 заезд | Итоговый результат | Итоговое место |
| Соревнование | Спортсмены                      | Результат | Место   | Результат | Место   | Результат | Место   | Результат | Место   | Итоговый результат | Итоговое место |
| ------------ | ------------------------------- | --------- | ------- | --------- | ------- | --------- | ------- | --------- | ------- | ------------------ | -------------- |
| Двойки       | Джана Питтман Астрид Радженович | 58.62     | 15      | 58.50     | 13      | 59.06     | 15      | 58.37     | 8       | 3:54.55            | 14             |

### Горнолыжный спорт
Мужчины
| Соревнование      | Спортсмены     | Скоростной спуск/ 1 спуск | Скоростной спуск/ 1 спуск | Слалом/ 2 спуск | Слалом/ 2 спуск | Всего   | Место |
| Соревнование      | Спортсмены     | Время                     | Место                     | Время           | Место           | Всего   | Место |
| ----------------- | -------------- | ------------------------- | ------------------------- | --------------- | --------------- | ------- | ----- |
| Гигантский слалом | Доминик Демшар | 1:26,47                   | 42                        | 1:27,30         | 38              | 2:53,77 | 39    |
| Гигантский слалом | Росс Пераудо   | 1:29,07                   | 50                        | DNF             | DNF             | DNF     | DNF   |
| Слалом            | Доминик Демшар | 58,52                     | 66                        | DNF             | DNF             | DNF     | DNF   |
| Слалом            | Росс Пераудо   | DNF                       | DNF                       | DNF             | DNF             | DNF     | DNF   |

Женщины
| Соревнование      | Спортсмены      | Скоростной спуск/ 1 спуск | Скоростной спуск/ 1 спуск | Слалом/ 2 спуск | Слалом/ 2 спуск | Всего   | Место |
| Соревнование      | Спортсмены      | Время                     | Место                     | Время           | Место           | Всего   | Место |
| ----------------- | --------------- | ------------------------- | ------------------------- | --------------- | --------------- | ------- | ----- |
| Скоростной спуск  | Грета Смолл     | Не проводится             | Не проводится             | Не проводится   | Не проводится   | 1:44,79 | 29    |
| Суперкомбинация   | Грета Смолл     | 1:47,99                   | 29                        | 52,51           | 12              | 2:40,30 | 15    |
| Супергигант       | Грета Смолл     | Не проводится             | Не проводится             | Не проводится   | Не проводится   | DNF     | DNF   |
| Гигантский слалом | Лавиния Кристал | 1:25,18                   | 46                        | 1:23,39         | 39              | 2:48,57 | 40    |
| Гигантский слалом | Грета Смолл     | 1:25,22                   | 47                        | 1:24,44         | 42              | 2:49,66 | 41    |
| Гигантский слалом | Эмили Бэмфорд   | 1:28,57                   | 56                        | 1:27,23         | 49              | 2:55,80 | 50    |
| Слалом            | Грета Смолл     | 1:01,19                   | 40                        | 56,41           | 28              | 1:57,60 | 31    |
| Слалом            | Лавиния Кристал | 59,74                     | 34                        | 58,16           | 33              | 1:57,90 | 32    |
| Слалом            | Эмили Бэмфорд   | 1:02,13                   | 41                        | DNF             | DNF             | DNF     | DNF   |

### Конькобежный спорт
Мужчины
Индивидуальные гонки
| Соревнование | Спортсмены   | 1 забег       | 1 забег       | 2 забег       | 2 забег       | Результат | Место |
| Соревнование | Спортсмены   | Результат     | Место         | Результат     | Место         | Результат | Место |
| ------------ | ------------ | ------------- | ------------- | ------------- | ------------- | --------- | ----- |
| 500 метров   | Дэниел Грейг | 80,55         | 40            | 35,29         | 17            | 115,84    | 39    |
| 1000 метров  | Дэниел Грейг | Не проводится | Не проводится | Не проводится | Не проводится | 1:10,13   | 22    |

### Лыжные гонки
Мужчины
Дистанционные гонки
| Соревнование              | Спортсмены        | Результат | Место |
| ------------------------- | ----------------- | --------- | ----- |
| 15 км классическим стилем | Колум Уотсон      | 45:46,5   | 75    |
| 15 км классическим стилем | Филлип Беллингхем | 46:16,4   | 76    |
| Скиатлон 15+15 км         | Колум Уотсон      | 1:17:00,4 | 60    |

Спринт
| Соревнование     | Спортсмены                     | Квалификация  | Квалификация  | Четвертьфинал        | Четвертьфинал        | Полуфинал            | Полуфинал            | Финал                 | Финал                 | Итоговое место        |
| Соревнование     | Спортсмены                     | Результат     | Место         | Результат            | Место                | Результат            | Место                | Результат             | Место                 | Итоговое место        |
| ---------------- | ------------------------------ | ------------- | ------------- | -------------------- | -------------------- | -------------------- | -------------------- | --------------------- | --------------------- | --------------------- |
| Спринт           | Филлип Беллингхем              | 3:45,65       | 55            | завершил выступление | завершил выступление | завершил выступление | завершил выступление | завершил выступление  | завершил выступление  | завершил выступление  |
| Спринт           | Колум Уотсон                   | 5:29,62       | 85            | завершил выступление | завершил выступление | завершил выступление | завершил выступление | завершил выступление  | завершил выступление  | завершил выступление  |
| Командный спринт | Филлип Беллингхем Колум Уотсон | Не проводится | Не проводится | Не проводится        | Не проводится        | 25:54,31             | 12                   | завершили выступление | завершили выступление | завершили выступление |

Женщины
Дистанционные гонки
| Соревнование              | Спортсмены     | Результат | Место |
| ------------------------- | -------------- | --------- | ----- |
| 10 км классическим стилем | Эстер Боттомли | 34:30,10  | 61    |
| 10 км классическим стилем | Эйми Уотсон    | 34:56,00  | 63    |
| Масс-старт 30 км          | Эйми Уотсон    | 1:34:00,1 | 54    |

Спринт
| Соревнование | Спортсмены     | Квалификация | Квалификация | Четвертьфинал         | Четвертьфинал         | Полуфинал             | Полуфинал             | Финал                 | Финал                 | Итоговое место        |
| Соревнование | Спортсмены     | Результат    | Место        | Результат             | Место                 | Результат             | Место                 | Результат             | Место                 | Итоговое место        |
| ------------ | -------------- | ------------ | ------------ | --------------------- | --------------------- | --------------------- | --------------------- | --------------------- | --------------------- | --------------------- |
| Спринт       | Эстер Боттомли | 2:50,54      | 56           | завершила выступление | завершила выступление | завершила выступление | завершила выступление | завершила выступление | завершила выступление | завершила выступление |

### Санный спорт
| Соревнование | Спортсмены     | 1 заезд   | 1 заезд | 2 заезд   | 2 заезд | 3 заезд   | 3 заезд | 4 заезд   | 4 заезд | Итоговый результат | Итоговое место |
| Соревнование | Спортсмены     | Результат | Место   | Результат | Место   | Результат | Место   | Результат | Место   | Итоговый результат | Итоговое место |
| ------------ | -------------- | --------- | ------- | --------- | ------- | --------- | ------- | --------- | ------- | ------------------ | -------------- |
| Одиночки     | Алекс Ферлаззо | 53,528    | 29      | 53,686    | 34      | 53,323    | 33      | 53,507    | 35      | 3:34,044           | 33             |

### Скелетон
Мужчины
| Соревнование | Спортсмены  | 1 заезд   | 1 заезд | 2 заезд   | 2 заезд | 3 заезд   | 3 заезд | 4 заезд   | 4 заезд | Итоговый результат | Итоговое место |
| Соревнование | Спортсмены  | Результат | Место   | Результат | Место   | Результат | Место   | Результат | Место   | Итоговый результат | Итоговое место |
| ------------ | ----------- | --------- | ------- | --------- | ------- | --------- | ------- | --------- | ------- | ------------------ | -------------- |
| Мужчины      | Джон Фарроу | 57,84     | 19      | 57,73     | 19      | 57,75     | 16      | 57,35     | 16      | 3:50,67            | 17             |

Женщины
| Соревнование | Спортсмены   | 1 заезд   | 1 заезд | 2 заезд   | 2 заезд | 3 заезд   | 3 заезд | 4 заезд   | 4 заезд | Итоговый результат | Итоговое место |
| Соревнование | Спортсмены   | Результат | Место   | Результат | Место   | Результат | Место   | Результат | Место   | Итоговый результат | Итоговое место |
| ------------ | ------------ | --------- | ------- | --------- | ------- | --------- | ------- | --------- | ------- | ------------------ | -------------- |
| Женщины      | Мишель Стили | 59,42     | 10      | 59,41     | 14      | 58,76     | 15      | 58,69     | 16      | 3:56,28            | =14            |
| Женщины      | Люси Чэффер  | 1:00,16   | 20      | 59,25     | 10      | 58,74     | =13     | 58,49     | 9       | 3:56,64            | 17             |

### Сноуборд
Слоупстайл
| Соревнование | Спортсмены    | Квалификация | Квалификация | Квалификация | Квалификация | Полуфинал      | Полуфинал      | Полуфинал      | Финал                | Финал                | Финал                | Итоговое место |
| Соревнование | Спортсмены    | Заезд        | 1 спуск      | 2 спуск      | Место        | 1 спуск        | 2 спуск        | Место          | 1 спуск              | 2 спуск              | Место                | Итоговое место |
| ------------ | ------------- | ------------ | ------------ | ------------ | ------------ | -------------- | -------------- | -------------- | -------------------- | -------------------- | -------------------- | -------------- |
| Мужчины      | Скооти Джеймс | 1            | 36,00        | 44,00        | 11           | 77,25          | 19,00          | 8              | Завершил выступление | Завершил выступление | Завершил выступление | 16             |
| Женщины      | Тора Брайт    | 1            | 85,25        | 80,00        | 2            | Не участвовала | Не участвовала | Не участвовала | 64,75                | 66,25                | 7                    | 7              |

Хафпайп
| Соревнование | Спортсмены       | Квалификация | Квалификация | Квалификация | Полуфинал             | Полуфинал             | Полуфинал             | Финал                 | Финал                 | Финал                 |
| Соревнование | Спортсмены       | 1 спуск      | 2 спуск      | Место        | 1 спуск               | 2 спуск               | Место                 | 1 спуск               | 2 спуск               | Место                 |
| ------------ | ---------------- | ------------ | ------------ | ------------ | --------------------- | --------------------- | --------------------- | --------------------- | --------------------- | --------------------- |
| Мужчины      | Кент Коллистер   | 87,00        | 25,50        | 6            | 49,25                 | 79,50                 | 3                     | 40,00                 | 68,50                 | 9                     |
| Мужчины      | Скооти Джеймс    | 68,50        | 15,00        | 10           | Завершил выступление  | Завершил выступление  | Завершил выступление  | Завершил выступление  | Завершил выступление  | Завершил выступление  |
| Мужчины      | Натан Джонстон   | 86,00        | 27,50        | 7            | 25,75                 | 73,50                 | 7                     | Завершил выступление  | Завершил выступление  | Завершил выступление  |
| Женщины      | Тора Брайт       | 93,00        | 28,75        | 1            | Не участвовала        | Не участвовала        | Не участвовала        | 58,25                 | 91,50                 | 2                     |
| Женщины      | Холли Кроуфорд   | 43,00        | 33,75        | 14           | Завершила выступление | Завершила выступление | Завершила выступление | Завершила выступление | Завершила выступление | Завершила выступление |
| Женщины      | Стефани Мэджерос | 27,50        | 57,25        | 9            | 26,50                 | 20,50                 | 12                    | Завершила выступление | Завершила выступление | Завершила выступление |
| Женщины      | Ханна Триггер    | 51,25        | 33,00        | 10           | Завершила выступление | Завершила выступление | Завершила выступление | Завершила выступление | Завершила выступление | Завершила выступление |

Бордеркросс
| Соревнование | Спортсмены     | Квалификация | Квалификация | 1/8 финала     | Четвертьфинал | Полуфинал             | Финал                 | Место |
| Соревнование | Спортсмены     | Результат    | Место        | 1/8 финала     | Четвертьфинал | Полуфинал             | Финал                 | Место |
| ------------ | -------------- | ------------ | ------------ | -------------- | ------------- | --------------------- | --------------------- | ----- |
| Мужчины      | Кэм Болтон     | не было      | не было      | 1Q             | 1Q            | 4                     | DNF                   | 11    |
| Мужчины      | Джаррит Хьюз   | не было      | не было      | 3Q             | 5             | Завершил выступление  | Завершил выступление  | =17   |
| Мужчины      | Алекс Пуллин   | не было      | не было      | 1Q             | 4             | Завершил выступление  | Завершил выступление  | =13   |
| Женщины      | Белле Брокхофф | 1:23,22      | 7            | Не участвовала | 3Q            | 5FB                   | 2                     | 8     |
| Женщины      | Тора Брайт     | 1:23,96      | 15           | Не участвовала | 5             | Завершила выступление | Завершила выступление | 18    |

### Фигурное катание
| Соревнование              | Спортсмены                          | Короткая программа | Короткая программа | Произвольная программа | Произвольная программа | Всего                | Всего                |
| Соревнование              | Спортсмены                          | Сумма баллов       | Место              | Сумма баллов           | Место                  | Сумма баллов         | Место                |
| ------------------------- | ----------------------------------- | ------------------ | ------------------ | ---------------------- | ---------------------- | -------------------- | -------------------- |
| Мужское одиночное катание | Брендан Керри                       | 47,12              | 29                 | завершил выступления   | завершил выступления   | завершил выступления | завершил выступления |
| Женское одиночное катание | Брукли Хан                          | 49,32              | 22Q                | 94,52                  | 18                     | 143,84               | 20                   |
| Танцы на льду             | Грегори Мерриман / Даниэль О’Брайен | 52,68              | 20Q                | 75,85                  | 20                     | 128,53               | 20                   |

### Фристайл
Акробатика
| Соревнование | Спортсмены    | Квалификация 1 | Квалификация 1 | Квалификация 2 | Квалификация 2 | Финал 1               | Финал 1               | Финал 2               | Финал 2               | Финал 3               | Финал 3               | Итоговое место        |
| Соревнование | Спортсмены    | Очки           | Место          | Очки           | Место          | Очки                  | Место                 | Очки                  | Место                 | Очки                  | Место                 | Итоговое место        |
| ------------ | ------------- | -------------- | -------------- | -------------- | -------------- | --------------------- | --------------------- | --------------------- | --------------------- | --------------------- | --------------------- | --------------------- |
| Мужчины      | Дэвид Моррис  | 118,59         | 2Q             | пропускает     | пропускает     | 101,87                | 8Q                    | 115,05                | 4Q                    | 110,41                | 2                     | 2                     |
| Женщины      | Лидия Лассила | 66,12          | 15             | 90,65          | 1Q             | 95,76                 | 2Q                    | 99,22                 | 2Q                    | 7212                  | 3                     | 3                     |
| Женщины      | Лаура Пил     | 67,68          | 13             | 85,99          | 3Q             | 83,79                 | 5Q                    | 64,50                 | 7                     | завершила выступления | завершила выступления | завершила выступления |
| Женщины      | Даниэль Скотт | 85,36          | 3Q             | пропускает     | пропускает     | 76,23                 | 9                     | завершила выступления | завершила выступления | завершила выступления | завершила выступления | завершила выступления |
| Женщины      | Саманта Веллс | 78,12          | 7              | 57,13          | 12             | завершила выступления | завершила выступления | завершила выступления | завершила выступления | завершила выступления | завершила выступления | завершила выступления |

Могул
| Соревнование | Спортсмены     | Квалификация 1 | Квалификация 1 | Квалификация 1 | Квалификация 2 | Квалификация 2 | Квалификация 2 | Финал 1              | Финал 1              | Финал 1              | Финал 2               | Финал 2               | Финал 2               | Финал 3               | Финал 3               | Финал 3               | Итоговое место        |
| Соревнование | Спортсмены     | Время          | Очки           | Место          | Время          | Очки           | Место          | Время                | Очки                 | Место                | Время                 | Очки                  | Место                 | Время                 | Очки                  | Место                 | Итоговое место        |
| ------------ | -------------- | -------------- | -------------- | -------------- | -------------- | -------------- | -------------- | -------------------- | -------------------- | -------------------- | --------------------- | --------------------- | --------------------- | --------------------- | --------------------- | --------------------- | --------------------- |
| Мужчины      | Дейл Бегг-Смит | 25,06          | 13,56          | 19             | 28,39          | 5,04           | 15             | Завершил выступление | Завершил выступление | Завершил выступление | Завершил выступление  | Завершил выступление  | Завершил выступление  | Завершил выступление  | Завершил выступление  | Завершил выступление  | Завершил выступление  |
| Мужчины      | Мэтт Грэхэм    | 24,36          | 15,02          | 10Q            | Не участвовал  | Не участвовал  | Не участвовал  | 24,85                | 16,21                | 7Q                   | 25,08                 | 17,14                 | 7                     | Завершил выступление  | Завершил выступление  | Завершил выступление  | Завершил выступление  |
| Мужчины      | Сэм Холл       | 24,52          | 12,35          | 21             | 27,64          | 6,49           | 14             | Завершил выступление | Завершил выступление | Завершил выступление | Завершил выступление  | Завершил выступление  | Завершил выступление  | Завершил выступление  | Завершил выступление  | Завершил выступление  | Завершил выступление  |
| Мужчины      | Броди Саммерс  | 25,74          | 15,69          | 9Q             | Не участвовал  | Не участвовал  | Не участвовал  | 25,73                | 15,91                | 13                   | Завершил выступление  | Завершил выступление  | Завершил выступление  | Завершил выступление  | Завершил выступление  | Завершил выступление  | Завершил выступление  |
| Женщины      | Бриттени Кокс  | 31,74          | 14,84          | 12             | 31,48          | 10,10          | 4Q             | 30,87                | 15,18                | 8Q                   | 30,73                 | 15,84                 | 4Q                    | 31,19                 | 13,86                 | 5                     | 5                     |
| Женщины      | Тайла О'Нил    | 33,14          | 13,78          | 16             | 33,39          | 9,4            | 7Q             | 33,03                | 13,34                | 16                   | Завершила выступление | Завершила выступление | Завершила выступление | Завершила выступление | Завершила выступление | Завершила выступление | Завершила выступление |
| Женщины      | Николь Паркс   | 31,45          | 13,02          | 17             | 32,65          | 8,7            | 8Q             | 32,05                | 13,14                | 15                   | Завершила выступление | Завершила выступление | Завершила выступление | Завершила выступление | Завершила выступление | Завершила выступление | Завершила выступление |

Ски-кросс
| Соревнование | Спортсмены       | Квалификация | Квалификация | 1/8 финала | Четвертьфинал         | Полуфинал             | Финал                 | Итоговое место |
| Соревнование | Спортсмены       | Результат    | Место        | 1/8 финала | Четвертьфинал         | Полуфинал             | Финал                 | Итоговое место |
| ------------ | ---------------- | ------------ | ------------ | ---------- | --------------------- | --------------------- | --------------------- | -------------- |
| Мужчины      | Антон Гримус     | 1:16,82      | 5            | DNF        | Завершил выступление  | Завершил выступление  | Завершил выступление  | 25             |
| Мужчины      | Скотт Неллер     | 1:18,58      | 24           | 3          | Завершил выступление  | Завершил выступление  | Завершил выступление  | 23             |
| Женщины      | Катя Крема       | 1:23,47      | 11           | 2Q         | 1Q                    | 3                     | 3                     | 7              |
| Женщины      | Сэми Кеннеди-Сим | 1:38,51      | 25           | DNF        | Завершила выступление | Завершила выступление | Завершила выступление | 28             |
| Женщины      | Дженни Оуэнс     | 1:59,84      | 26           | 2Q         | 3                     | Завершила выступление | Завершила выступление | 12             |

Слоупстайл
| Соревнование | Спортсмены  | Квалификация | Квалификация | Квалификация | Квалификация | Финал     | Финал     | Финал  | Финал |
| Соревнование | Спортсмены  | 1 попытка    | 2 попытка    | Лучшая       | Место        | 1 попытка | 2 попытка | Лучшая | Место |
| ------------ | ----------- | ------------ | ------------ | ------------ | ------------ | --------- | --------- | ------ | ----- |
| Мужчины      | Расс Хеншоу | 84,60        | 83,40        | 84,60        | 5Q           | 80,40     | 28,80     | 80,40  | 8     |
| Женщины      | Анна Сигал  | 75,40        | 78,80        | 78,80        | 7Q           | 77,00     | 28,80     | 77,00  | 4     |

Хафпайп
| Соревнование | Спортсмены     | Квалификация | Квалификация | Квалификация | Квалификация | Финал                 | Финал                 | Финал                 | Финал                 |
| Соревнование | Спортсмены     | 1 попытка    | 2 попытка    | Лучшая       | Место        | 1 попытка             | 2 попытка             | Лучшая                | Место                 |
| ------------ | -------------- | ------------ | ------------ | ------------ | ------------ | --------------------- | --------------------- | --------------------- | --------------------- |
| Женщины      | Ами Шихан      | 19,60        | 70,60        | 70,60        | 12Q          | 15,00                 | 40,60                 | 40,60                 | 10                    |
| Женщины      | Давина Вильямс | 5,40         | 63,00        | 63,00        | 15           | Завершила выступление | Завершила выступление | Завершила выступление | Завершила выступление |

### Шорт-трек
Мужчины
| Соревнование | Спортсмены | Отборочный раунд | Отборочный раунд | Четвертьфинал       | Четвертьфинал       | Полуфинал           | Полуфинал           | Финал               | Финал               | Финал               | Итоговое место |
| Соревнование | Спортсмены | Результат        | Место            | Результат           | Место               | Результат           | Место               | Название            | Результат           | Место               | Итоговое место |
| ------------ | ---------- | ---------------- | ---------------- | ------------------- | ------------------- | ------------------- | ------------------- | ------------------- | ------------------- | ------------------- | -------------- |
| 500 метров   | Пьер Бода  | 42,702           | 4                | Не квалифицировался | Не квалифицировался | Не квалифицировался | Не квалифицировался | Не квалифицировался | Не квалифицировался | Не квалифицировался | 30             |

Женщины
| Соревнование | Спортсмены   | Отборочный раунд | Отборочный раунд | Четвертьфинал | Четвертьфинал | Полуфинал            | Полуфинал            | Финал                | Финал                | Финал                | Итоговое место |
| Соревнование | Спортсмены   | Результат        | Место            | Результат     | Место         | Результат            | Место                | Название             | Результат            | Место                | Итоговое место |
| ------------ | ------------ | ---------------- | ---------------- | ------------- | ------------- | -------------------- | -------------------- | -------------------- | -------------------- | -------------------- | -------------- |
| 1000 метров  | Динна Локетт | 1:34,845         | 1 Q              | 1:29.256      | 3             | Не квалифицировалась | Не квалифицировалась | Не квалифицировалась | Не квалифицировалась | Не квалифицировалась | 9              |
| 1500 метров  | Динна Локетт | 2:25,140         | 5                |               |               | Не квалифицировалась | Не квалифицировалась | Не квалифицировалась | Не квалифицировалась | Не квалифицировалась | 26             |